# Dolič, Kuzma
Dolič je naselje v Občini Kuzma. V vasi živijo tudi pripadniki romske narodnosti.

### Zanimivosti
- Nekdaj se je vas imenovala Doliče. To je lepo razvidno na zemljevidu Zedinjene Slovenije geografa Petra Kozlerja.
- V letu 1823 so prvič omenjeni Romi kot prebivalci vasi Dolič. Dolički Romi so se v Dolič priselili iz Madžarske.